# Pollanisus nielseni
Pollanisus nielseni (лат.) — вид чешуекрылых насекомых (молей) из семейства Zygaenidae.

## Таксономия
Ранее таксон считался вариантом Pollanisus cupreus. Видовое название дано в честь Эббе Нильсена.

## Биология
Откладывают яйца на растения из рода Hibbertia вида Hibbertia spicata. Затем самка прикасается к каждому яйцу, оставляя на нем чешуйки, которые считаются ядовитыми. Эти действия призваны защитить кладку. Ярко окрашенные личинки (гусеницы) затем питаются на вышеупомянутых растениях. В год развиваются два поколения — одно ранней весной, другое в середине лета.

## Распространение
Обитают в австралийском штате Западная Австралия, в основном в прибрежных районах.